# Annukka Mallat
Annukka Mallat (ur. 19 maja 1974 w Lahti) – fińska biathlonistka, brązowa medalistka mistrzostw Europy.

## Kariera
W Pucharze Świata zadebiutowała 18 marca 1993 roku w Kontiolahti, gdzie zajęła 38. miejsce w biegu indywidualnym. Pierwsze punkty zdobyła 7 grudnia 1995 roku w Östersund, zajmując jedenaste miejsce w tej samej konkurencji. Nigdy nie stanęła na podium w startach indywidualnych, jednak 21 stycznia 1996 roku w Osrblie i 28 lutego 1999 roku w Lake Placid była trzecia w sztafecie. Najlepsze wyniki osiągnęła w sezonach 1995/1996 i 1996/1997, kiedy zajmowała 28. miejsce w klasyfikacji generalnej. W 1996 roku wystąpiła na mistrzostwach świata w Ruhpolding, gdzie zajęła 49. miejsce w biegu indywidualnym, 25. w sprincie i ósme w sztafecie. Jeszcze kilkukrotnie startowała w zawodach tego cyklu, zajmując między innymi piętnaste miejsce w sprincie podczas mistrzostw świata w Osrblie w 1997 roku oraz szóste w sztafecie na mistrzostwach świata w Kontiolahti/Oslo dwa lata później. Największy sukces osiągnęła w 1998 roku, kiedy razem z Satu Pöntiö i Anną-Liisą Rasi zdobyła brązowy medal w sztafecie podczas mistrzostw Europy w Mińsku. Nigdy nie wzięła udziału w igrzyskach olimpijskich.

## Osiągnięcia

### Mistrzostwa świata
| Rok  | Miejscowość      | Konkurencje | Konkurencje | Konkurencje | Konkurencje | Konkurencje | Konkurencje | Konkurencje |
| Rok  | Miejscowość      | IN          | SP          | PU          | MS          | RL          | MR          | SR          |
| ---- | ---------------- | ----------- | ----------- | ----------- | ----------- | ----------- | ----------- | ----------- |
| 1996 | Ruhpolding       | 49.         | 25.         | –           | nd.         | 8.          | nd.         | –           |
| 1997 | Osrblie          | 25.         | 15.         | 18.         | nd.         | 10.         | nd.         | –           |
| 1999 | Kontiolahti/Oslo | 21.         | –           | –           | –           | 6.          | nd.         | –           |
| 2000 | Oslo             | 36.         | 28.         | 22.         | –           | 7.          | nd.         | –           |

### Puchar Świata

#### Miejsca w klasyfikacji generalnej
| Sezon     | Miejsce |
| --------- | ------- |
| 1992/1993 | -       |
| 1994/1995 | -       |
| 1995/1996 | 28.     |
| 1996/1997 | 28.     |
| 1998/1999 | 39.     |
| 1999/2000 | 58.     |

#### Miejsca na podium chronologicznie
Mallat nigdy nie stanęła na podium indywidualnych zawodów PŚ.